# Seven Femenino de Dubái 2018
El Seven Femenino de Dubái de 2018 fue la octava edición del torneo de rugby 7, fue el segundo torneo de la Serie Mundial Femenina de Rugby 7 2018-19.
Se desarrolló en el The Sevens Stadium de la ciudad de Dubái, Emiratos Árabes Unidos.

## Fase de grupos

### Grupo A
| Equipo        | Encuentros | Encuentros | Encuentros | Encuentros | Tantos  | Tantos    | Tantos     | Puntos |
| Equipo        | jugados    | ganados    | empatados  | perdidos   | a favor | en contra | diferencia | Puntos |
| ------------- | ---------- | ---------- | ---------- | ---------- | ------- | --------- | ---------- | ------ |
| Nueva Zelanda | 3          | 3          | 0          | 0          | 87      | 36        | +51        | 9      |
| Irlanda       | 3          | 2          | 0          | 1          | 70      | 36        | +34        | 7      |
| Rusia         | 3          | 1          | 0          | 2          | 31      | 55        | −24        | 5      |
| Kenia         | 3          | 0          | 0          | 3          | 19      | 80        | −61        | 3      |

### Grupo B
| Equipo         | Encuentros | Encuentros | Encuentros | Encuentros | Tantos  | Tantos    | Tantos     | Puntos |
| Equipo         | jugados    | ganados    | empatados  | perdidos   | a favor | en contra | diferencia | Puntos |
| -------------- | ---------- | ---------- | ---------- | ---------- | ------- | --------- | ---------- | ------ |
| Inglaterra     | 3          | 3          | 0          | 0          | 78      | 22        | +56        | 9      |
| Estados Unidos | 3          | 2          | 0          | 1          | 63      | 31        | +32        | 7      |
| Australia      | 3          | 1          | 0          | 2          | 62      | 53        | +9         | 5      |
| China          | 3          | 0          | 0          | 3          | 5       | 102       | −97        | 3      |

### Grupo C
| Equipo  | Encuentros | Encuentros | Encuentros | Encuentros | Tantos  | Tantos    | Tantos     | Puntos |
| Equipo  | jugados    | ganados    | empatados  | perdidos   | a favor | en contra | diferencia | Puntos |
| ------- | ---------- | ---------- | ---------- | ---------- | ------- | --------- | ---------- | ------ |
| Canadá  | 3          | 3          | 0          | 0          | 88      | 28        | +60        | 9      |
| Francia | 3          | 2          | 0          | 1          | 77      | 36        | +41        | 7      |
| Fiyi    | 3          | 1          | 0          | 2          | 39      | 77        | −38        | 5      |
| España  | 3          | 0          | 0          | 3          | 12      | 75        | −63        | 3      |

## Fase Final

### Copa de oro
|  | Cuartos de final | Cuartos de final | Cuartos de final |                |               | Semifinales   | Semifinales | Semifinales |           |               | Copa           | Copa           | Copa |  |
|  |                  |                  |                  |                |               |               |             |             |           |               |                |                |      |  |
|  |                  |                  |                  |                |               |               |             |             |           |               |                |                |      |  |
|  | Nueva Zelanda    | Nueva Zelanda    | 31               |                |               |               |             |             |           |               |                |                |      |  |
|  | Nueva Zelanda    | Nueva Zelanda    | 31               |                |               |               |             |             |           |               |                |                |      |  |
|  | Rusia            | Rusia            | 0                |                |               |               |             |             |           |               |                |                |      |  |
|  | Rusia            | Rusia            | 0                |                | Nueva Zelanda | Nueva Zelanda | 22          |             |           |               |                |                |      |  |
|  |                  |                  |                  |                | Nueva Zelanda | Nueva Zelanda | 22          |             |           |               |                |                |      |  |
|  |                  |                  | Estados Unidos   | Estados Unidos | 0             |               |             |             |           |               |                |                |      |  |
|  | Estados Unidos   | Estados Unidos   | Estados Unidos   | Estados Unidos | 0             | 12            |             |             |           |               |                |                |      |  |
|  | Estados Unidos   | Estados Unidos   |                  |                |               |               |             |             |           |               |                |                |      |  |
|  | Francia          | Francia          | 10               |                |               |               |             |             |           |               |                |                |      |  |
|  | Francia          | Francia          | 10               |                |               |               |             |             |           | Nueva Zelanda | Nueva Zelanda  | 26             |      |  |
|  |                  |                  |                  |                |               |               |             |             |           | Nueva Zelanda | Nueva Zelanda  | 26             |      |  |
|  |                  |                  | Australia        | Australia      | 14            |               |             |             |           |               |                |                |      |  |
|  | Canadá           | Canadá           | Australia        | Australia      | 14            | 24            |             |             |           |               |                |                |      |  |
|  | Canadá           | Canadá           |                  |                |               |               |             |             |           |               |                |                |      |  |
|  | Irlanda          | Irlanda          | 7                |                |               |               |             |             |           |               |                |                |      |  |
|  | Irlanda          | Irlanda          | 7                |                | Canadá        | Canadá        | 15          |             |           | Tercer lugar  | Tercer lugar   | Tercer lugar   |      |  |
|  |                  |                  |                  |                | Canadá        | Canadá        | 15          |             |           | Tercer lugar  | Tercer lugar   | Tercer lugar   |      |  |
|  |                  |                  | Australia        | Australia      | 10            |               |             |             |           |               |                |                |      |  |
|  | Australia        | Australia        | Australia        | Australia      | 10            | 27            |             |             | Australia | Australia     | 26             |                |      |  |
|  | Australia        | Australia        |                  |                |               |               |             |             | Australia | Australia     | 26             |                |      |  |
|  | Inglaterra       | Inglaterra       | 12               |                |               |               |             |             |           |               | Estados Unidos | Estados Unidos | 21   |  |
|  | Inglaterra       | Inglaterra       | 12               |                |               |               |             |             |           |               | Estados Unidos | Estados Unidos | 21   |  |
|  |                  |                  |                  |                |               |               |             |             |           |               |                |                |      |  |

| Bandera de Nueva Zelanda |
| Campeón Nueva Zelanda    |
| 2º título del circuito   |